# طريقة التعميل لفيرما

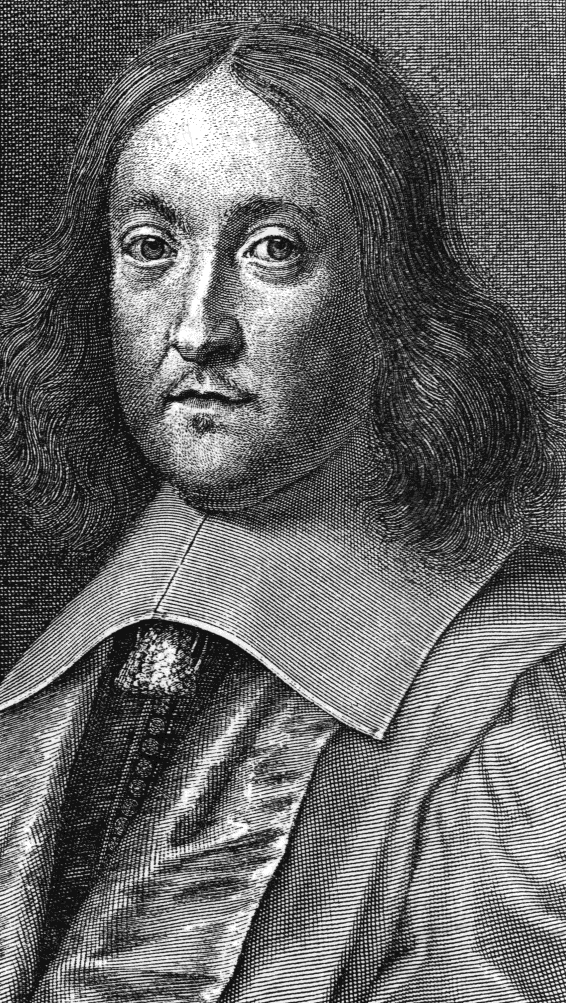

طريقة التعميل لفيرما (بالإنجليزية: Fermat's factorization method)‏ هي طريقة تمكن من تعميل عدد طبيعي ما إلى جداء عددين اثنين. تعتمد هذه الطريقة أساسا على إمكانية تمثيل عدد طبيعي فردي فرقا بين مربعين اثنين.
{\displaystyle N=a^{2}-b^{2}.}
سميت هذه الطريقة هكذا نسبة إلى عالم الرياضيات الفرنسي بيير دي فيرما.
{\displaystyle N=\left({\frac {c+d}{2}}\right)^{2}-\left({\frac {c-d}{2}}\right)^{2}}